# 2016年社会民主党党首選挙
2016年社会民主党党首選挙（2016ねんしゃかいみんしゅとうとうしゅせんきょ）とは、2016年2月24日行われた社会民主党の党首を選出するための選挙である。選挙の結果、吉田忠智が当選した。